# Viktor Tchoumak
Viktor Vassylovytch Tchoumak (en ukrainien : Віктор Васильович Чумак), né le 5 juin 1958 à Khmelnytskyï, est un avocat et procureur homme politique et général ukrainien. Il est élu par la Verkhovna Rada procureur général d'Ukraine, en remplacement de Iryna Venediktova.

## Biographie
Son père était militaire et sa mère cuisinière, il s'engage dans l'armée puis fait le collège supérieur d'artillerie de Khmelnytskyi, dont il sort diplômé en 1981, il sort diplômé en droit de l'Université Taras Chevtchnko en 1995. Il fut élu à la VIIe et VIIIe Rada d’Ukraine.

### Procureur
Il fut procureur 11 décembre 2015 au 24 février 2016 de l'Agence nationale de prévention de la corruption puis procureur militaire du 11 septembre 2019 au 4 janvier 2020.
Du 6 au 17 mars 2020, il tint le poste de procureur général par intérim, après avoir été procureur adjoint jusqu'à la nomination de Iryna Venediktova.